# Alphons Boosten

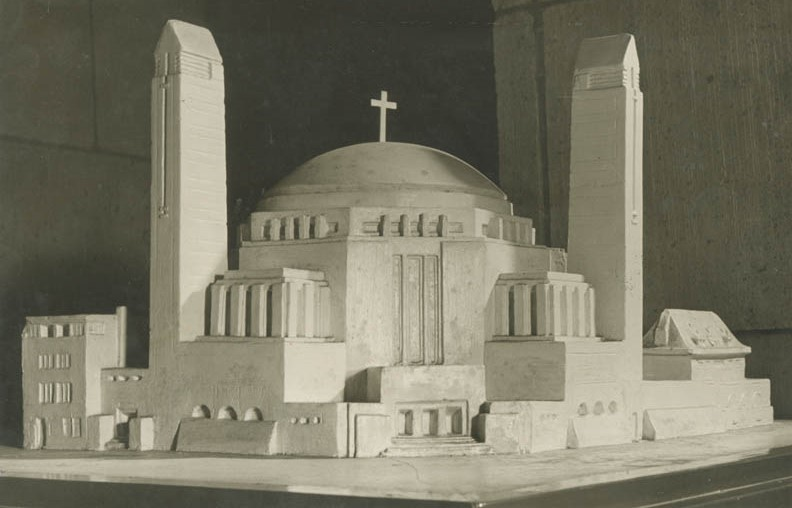
Maquette Koepelkerk, Maastricht, met niet-gerealiseerde torens (1921)

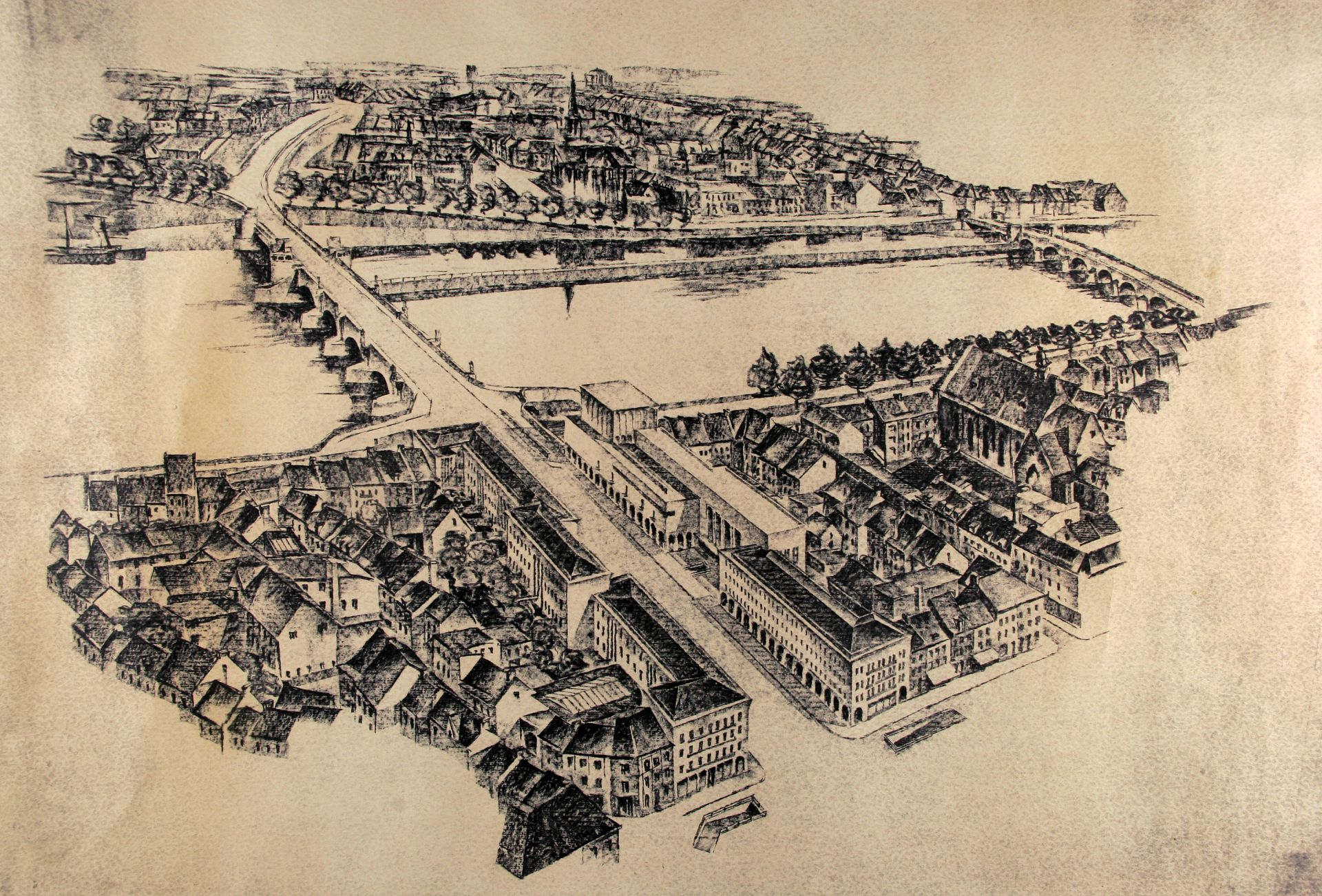
Niet-gerealiseerd ontwerp voor de Stadhuisstraat, thans Mosae Forum, in Maastricht (1936)

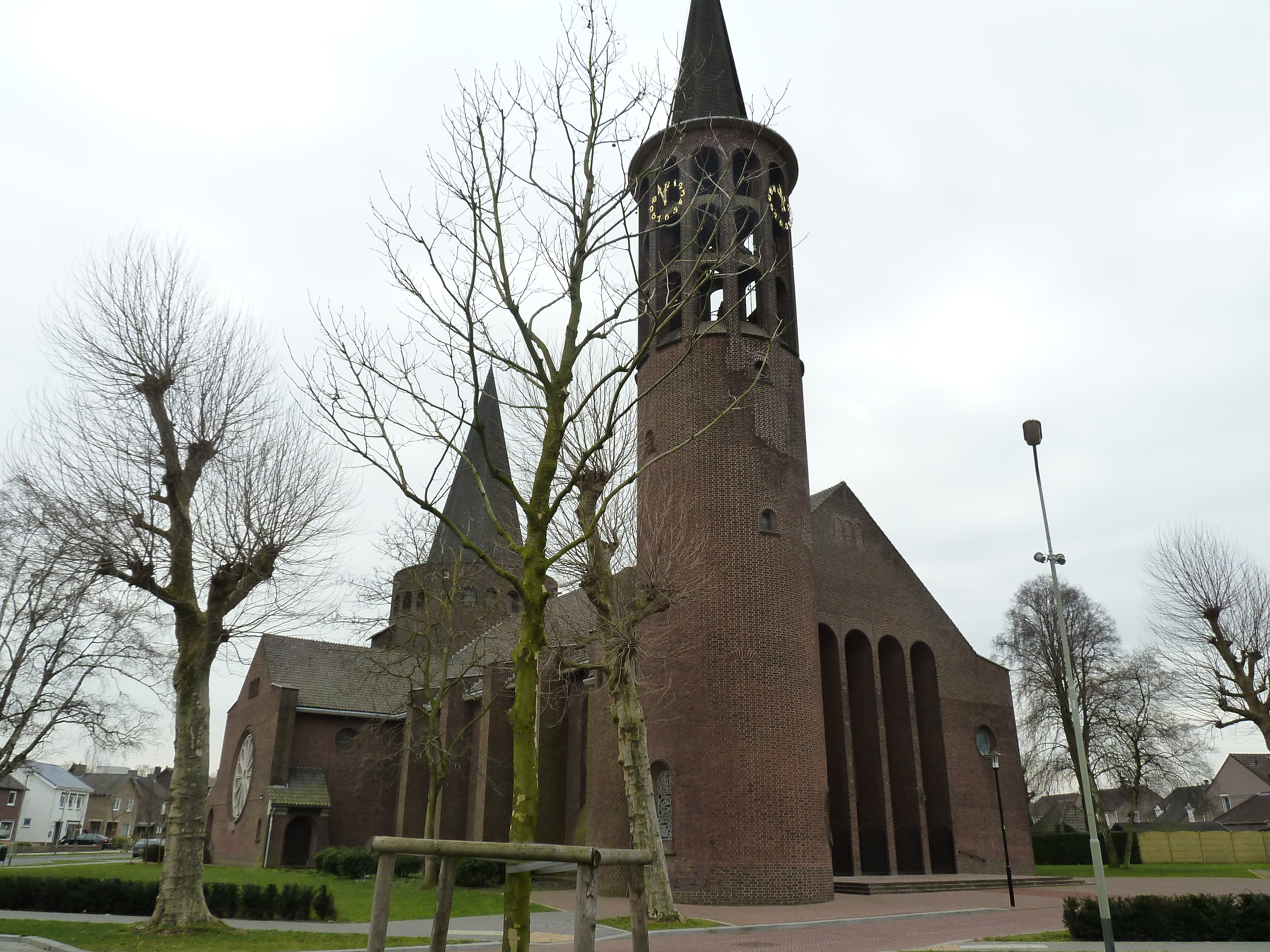
Sint-Jozefkerk, Stein-Kerensheide (1939-40)

Alphons Jean Nicolas Boosten (Maastricht, 20 januari 1893  – Utrecht, 2 januari 1951)  was een Nederlands architect, die vooral bekend is vanwege de kerkgebouwen die hij heeft ontworpen. Hij was vooral werkzaam in de provincie Limburg.

## Leven en werk
Boosten werd geboren als de zoon van een drukker. Na in zijn jeugd lessen gevolgd te hebben in architectonisch tekenen en tijdens zijn diensttijd de school voor architectuur in Amsterdam te hebben gevolgd, stichtte Boosten in 1920 samen met Jos Ritzen (1896-1961) een architectenfirma met vestigingen in Maastricht en Heerlen. De eerste grote opdracht was die voor de H. Hart van Jezuskerk in Maastricht in 1921. Rond diezelfde tijd kreeg het duo opdracht om een nieuwe kerk voor Eygelshoven te ontwerpen. Beide kerken waren zeer omstreden, vooral de Heilig Hartkerk die voor die tijd zeer modern was, zeker voor Limburg waar de neogotiek nog nauwelijks terrein had prijsgegeven. Ondanks de vaak felle kritiek werden beide kerken gebouwd, al is de Heilig Hartkerk nooit helemaal volgens plan voltooid. Het duo wist nog een kerkelijke opdracht in de wacht te slepen, voor de vergroting van de kerk van Margraten, maar daarna hield het op. De eigenzinnige stijl die Boosten en Ritzen in hun werk toepasten kon geen genade vinden in de ogen van de conservatieve katholieke clerici, en ondanks de bijval die de architecten kregen van collega's uit de rest van het land, onder andere van de invloedrijke Joseph Cuypers, bleven verdere grote opdrachten uit. In 1924 vertrok Ritzen naar Antwerpen om daar alsnog een succesvolle carrière als architect te beginnen, en ging Boosten alleen verder. 
Door zich in het vervolg te richten op het ontwerpen van onder andere kloosters, scholen en huizen wist Boosten toch een succesvolle carrière op te bouwen. Met name in Maastricht kreeg hij veel opdrachten. In 1924 werd naar zijn ontwerp in Nieuwenhagen (Landgraaf) een villa met praktijkruimte gebouwd voor de plaatselijke huisarts. Henri Jonas was betrokken bij de decoratie van het interieur. In Brunssum werd een complete wijk gebouwd volgens zijn ontwerp. In 1929 mocht hij weer een kerk ontwerpen, voor Bleijerheide, maar de stijl daarvan werd grotendeels voorgeschreven door de opdrachtgevers. Nieuwe opdrachten volgden echter, en vanaf de kerk voor Broekhem datzelfde jaar ontwikkelde Boosten een eigen, zeer herkenbare stijl, waarbij expressionistische details werden gecombineerd met een grotendeels traditionalistische bouwwijze, geïnspireerd op de oude romaanse kerken in Limburg. Hoogtepunten zijn de kerken van Groot Genhout en Heksenberg. Vanaf 1939 tot aan zijn dood paste Boosten vaak een iets moderne versie toe van zijn toch al niet erg traditionele stijl. Belangrijke voorbeelden zijn de kerken van Stein-Kerensheide en Keent (Weert). Buiten Limburg bouwde Boosten kerken in Arnhem, Bunnik, de Sint-Amanduskerk te Zwevegem (België) en kapellen in Schiedam en Nijmegen. 
De Bisschoppelijke Bouwcommissie van het bisdom Roermond dwong Boosten voortdurend tot concessies, maar desondanks maakt Boostens werk een zeer unieke indruk waarin de hand van de architect altijd duidelijk is te herkennen, dit in tegenstelling tot de zich bij kerkenbouw veel meer conformerende Frits Peutz. Vaak werkte Boosten samen met andere Limburgse kunstenaars, zoals de schilders en glaskunstenaars Henri Jonas en Charles Eyck en beeldhouwer Charles Vos, wat veel van zijn kerken mede van groot kunsthistorisch belang maakt. 
Na de Tweede Wereldoorlog, toen in Limburg veel verwoeste kerken moesten worden vervangen, werd Boosten de meest succesvolle kerkenarchitect van Limburg. Onder andere bouwde hij kerken in Maasbracht, Baexem en Horst (Sint-Lambertuskerk). Ook restaureerde hij enkele kerken, waaronder die van Sint Odiliënberg. Op 2 januari 1951, op het hoogtepunt van zijn carrière, overleed hij in het ziekenhuis tijdens een operatie. In de jaren daarna werd nog een aantal van zijn ontwerpen gebouwd door andere architecten, waaronder Boostens zoon Theo, die later ook zelf enkele kerken zou ontwerpen. Het architectenbureau Boosten bestaat nog steeds, nu onder de naam Boosten-Rats.

## Gebouwen ontworpen door Alphons Boosten

#### Kerken

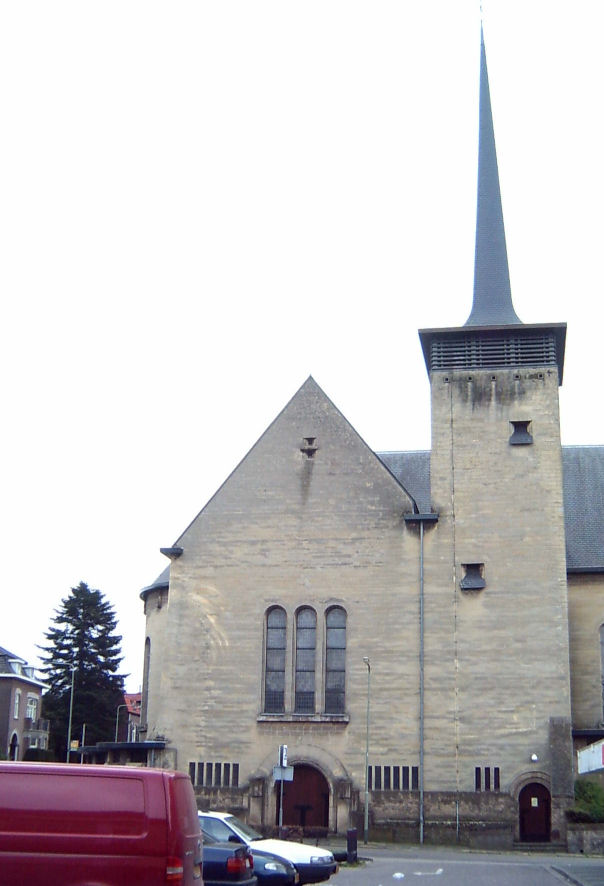
Sint-Jozefkerk, Valkenburg-Broekhem (1930-31)
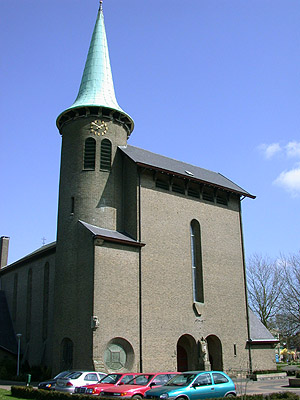
Sint-Hubertuskerk, Groot Genhout (1935-37)
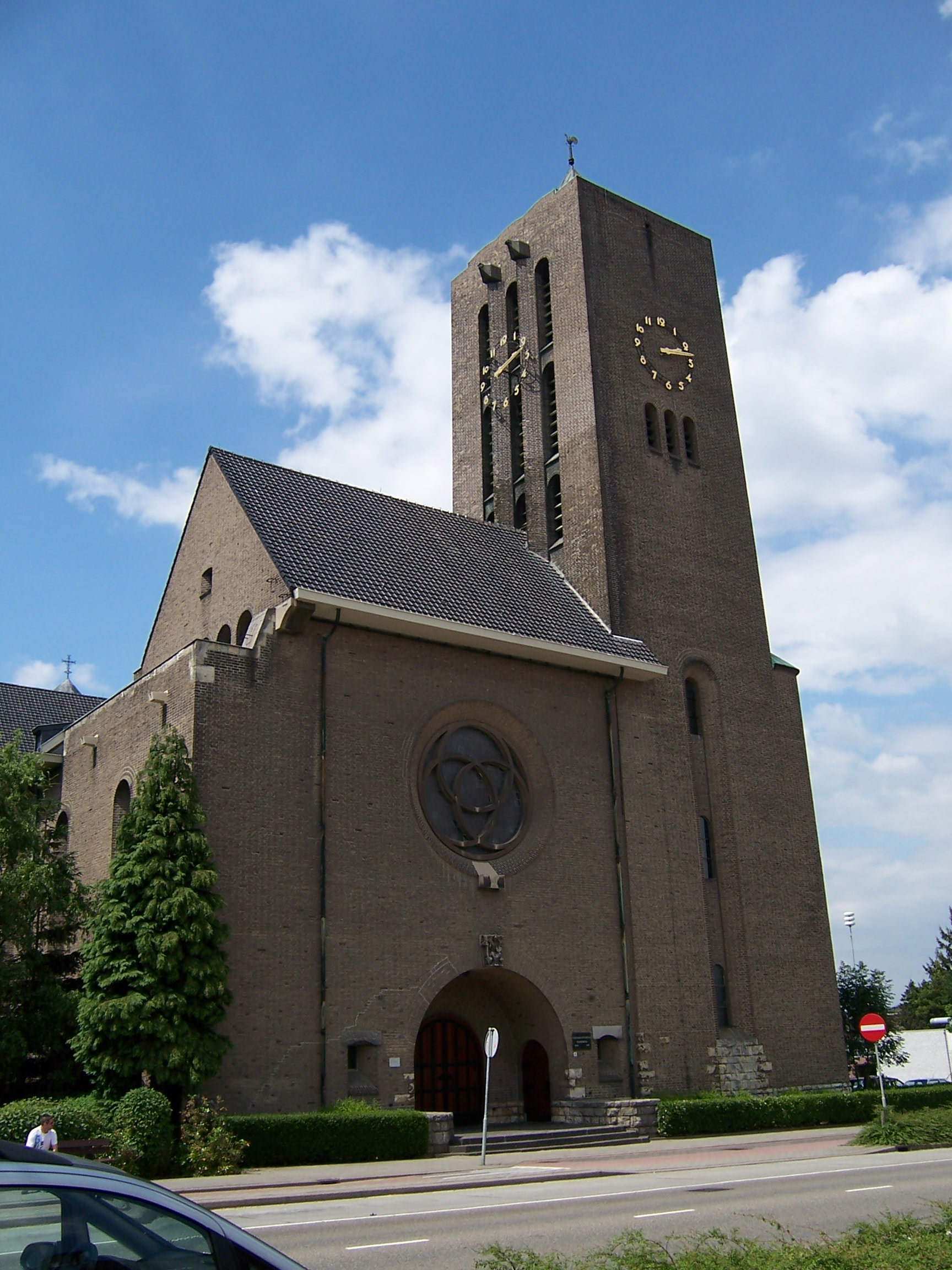
Gerardus Majellakerk Heerlen-Heksenberg (1936)
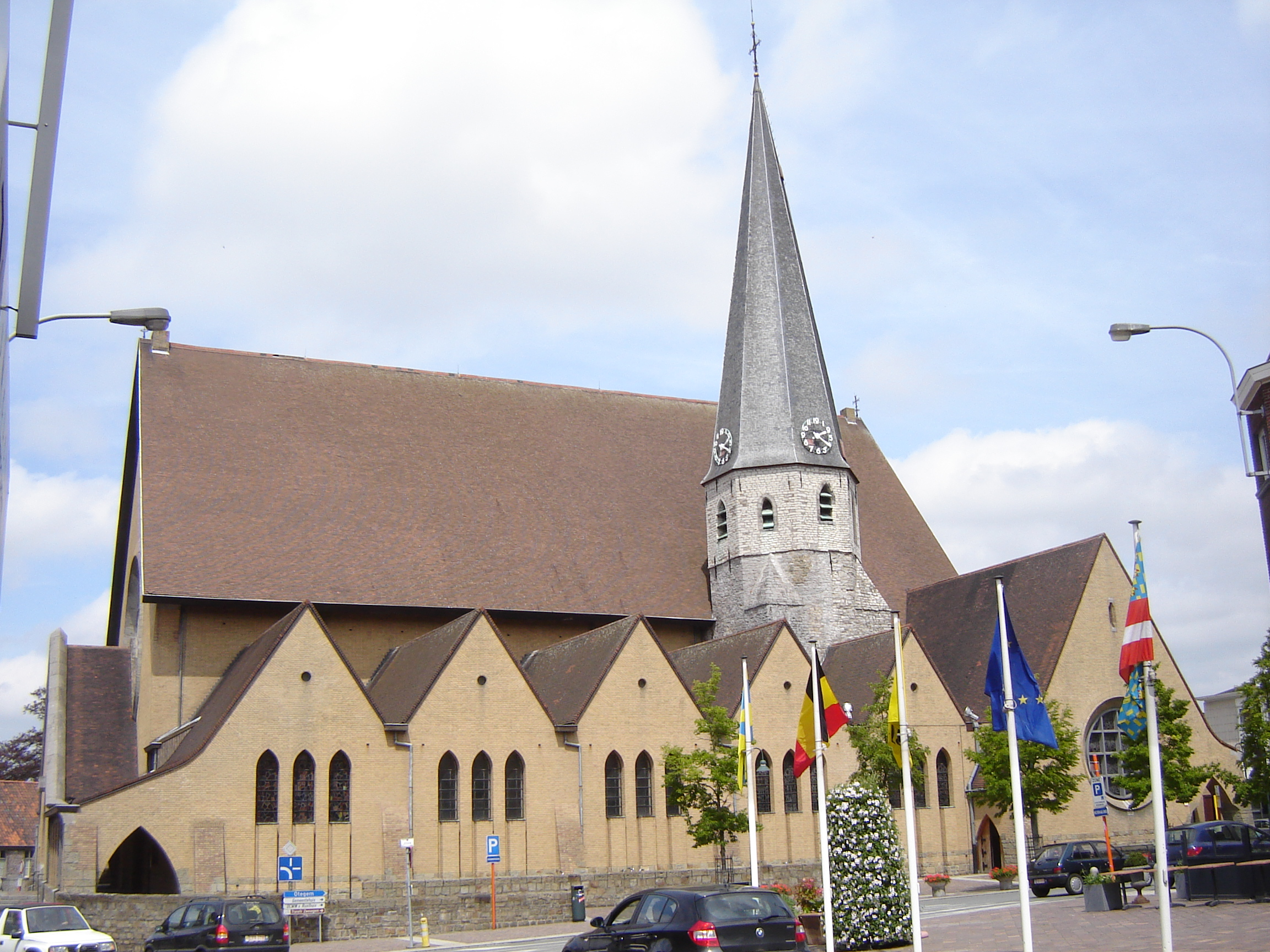
Sint-Amanduskerk, Zwevegem (B.) (1937)

#### Scholen, tehuizen, enz

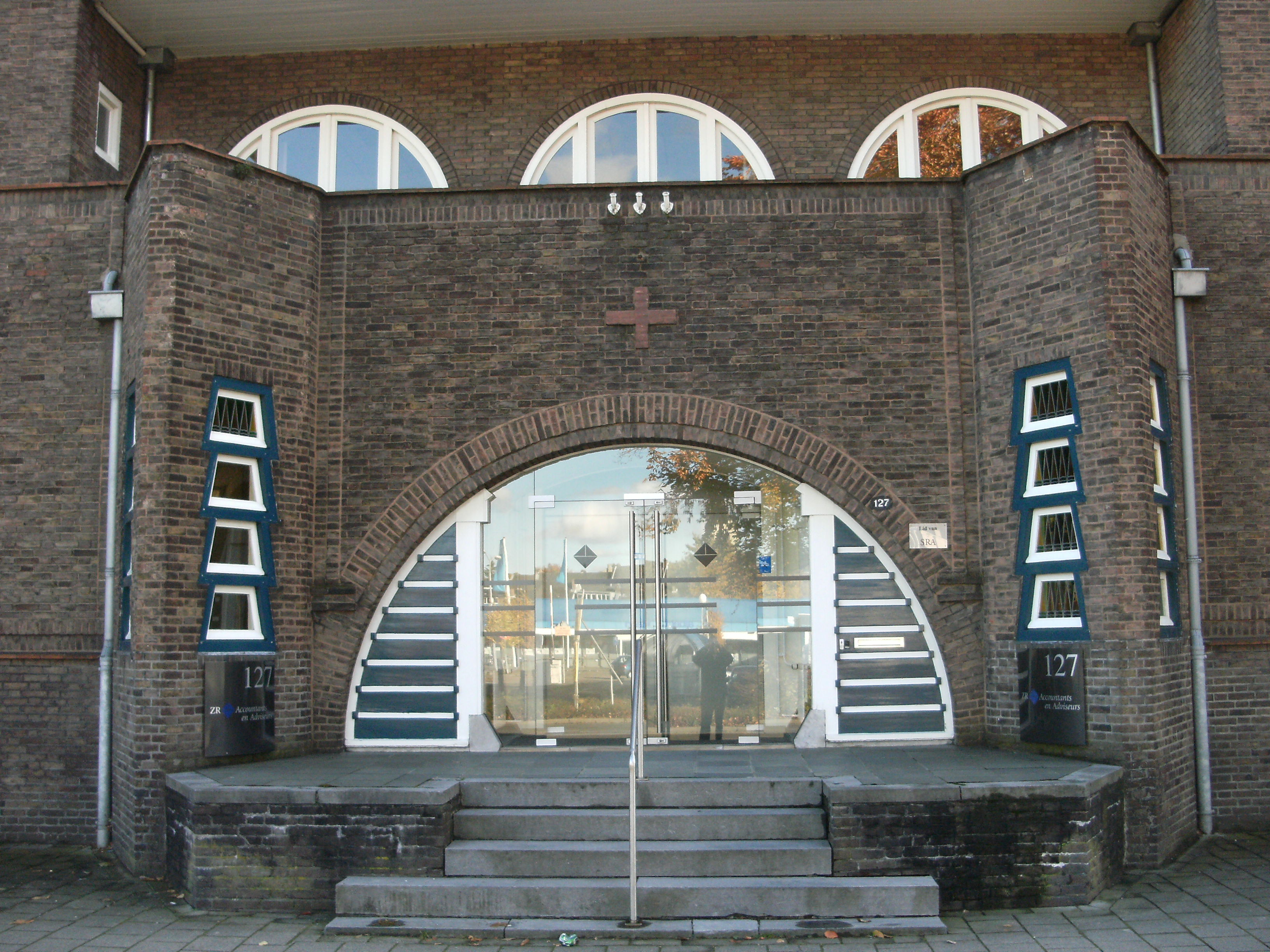
Sint-Angelaschool, Maastricht (1922)
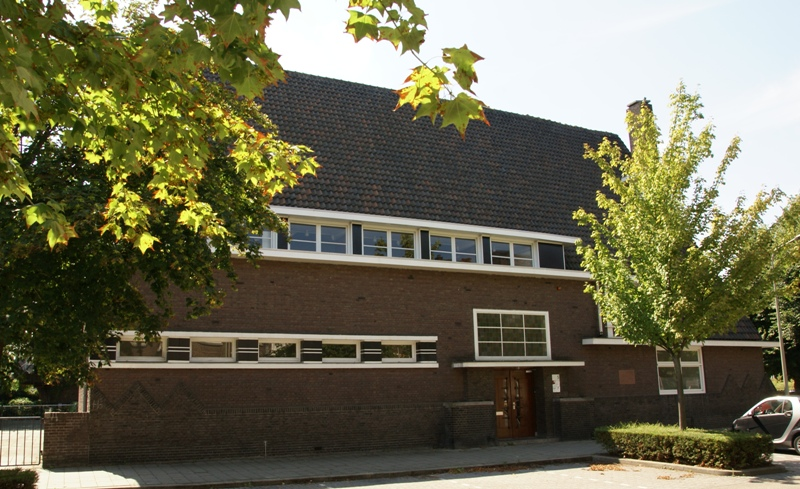
Protestants tehuis, Sint Maartenspoort, Maastricht (1931)
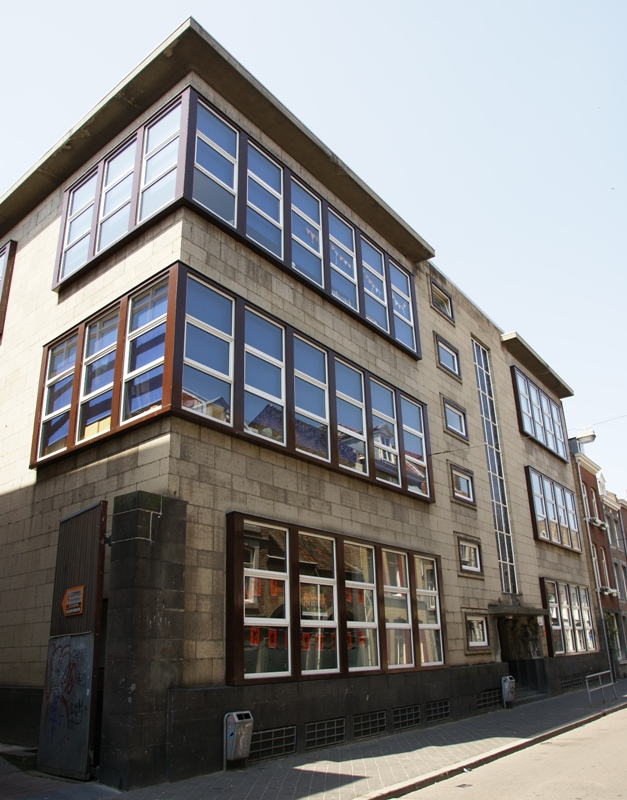
Kweekschool Ursulinen, Capucijnenstraat, Maastricht (1936)
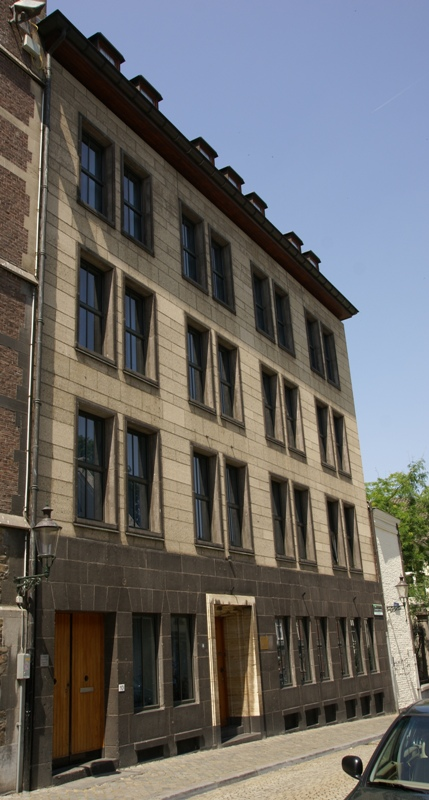
Damespensionaat, Sint Servaasklooster, Maastricht (1936)

#### Woongebouwen

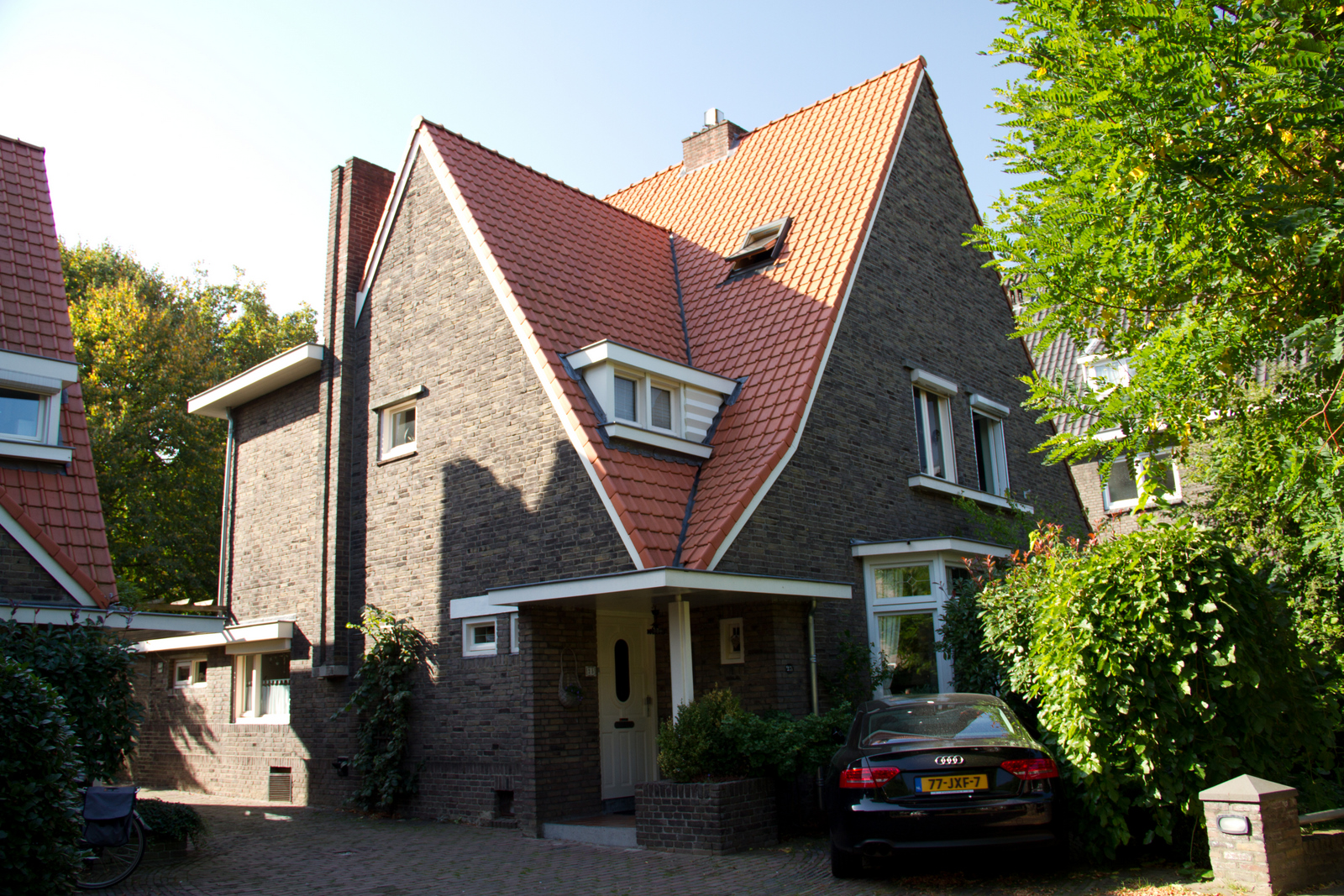
Woonhuis Prins de Lignestraat, Geleen (1927)
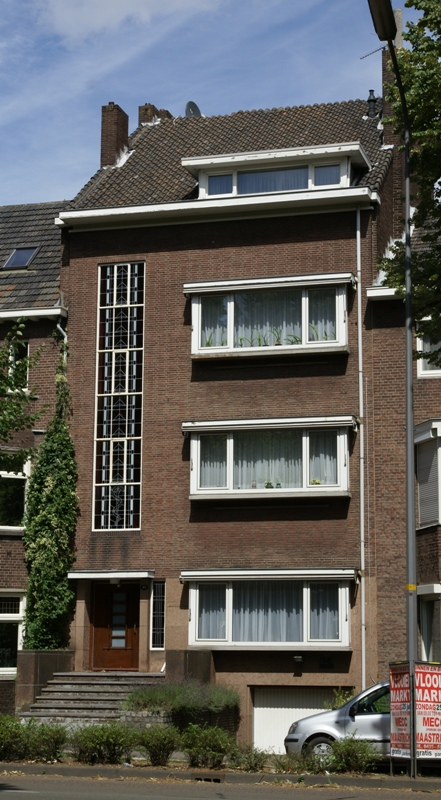
Woongebouw Hertogsingel, Maastricht (1933)
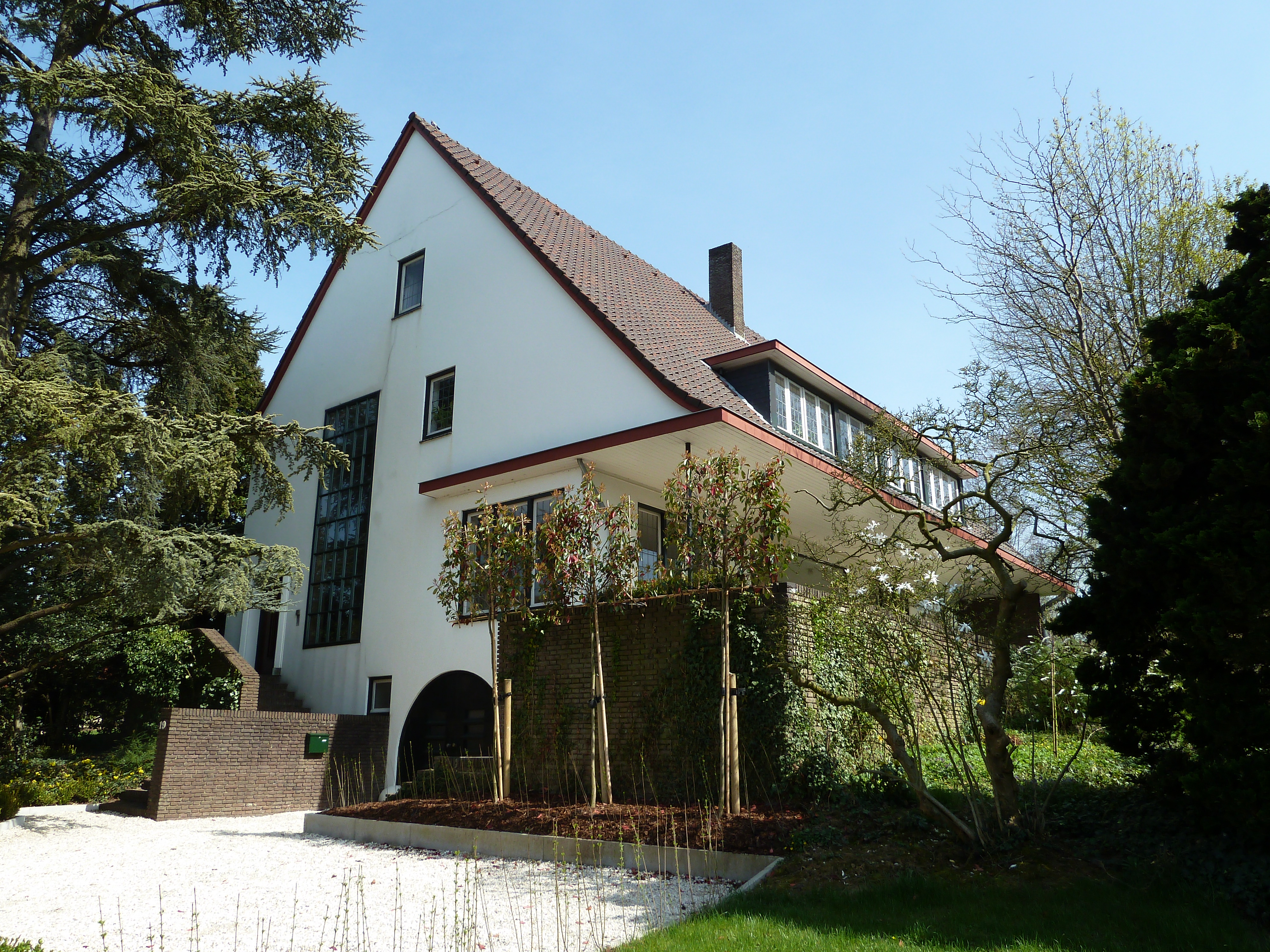
Villa Stationsstraat, Schinnen (1933)
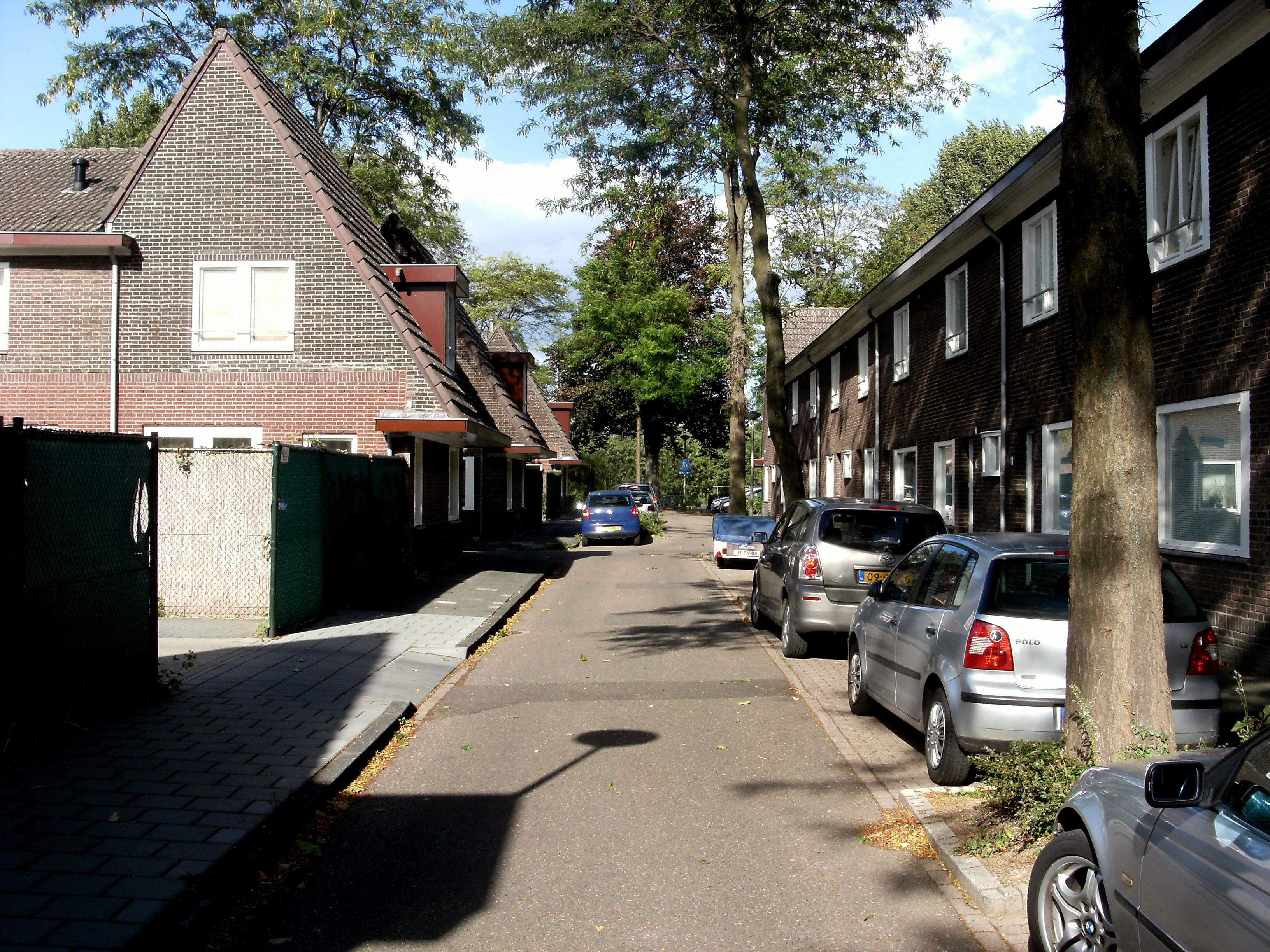
'Boostenwijk', Boschpoort, Maastricht (1935-36)